# Anders Jarl
Anders Jarl (né le 10 mars 1965 à Tyresö) est un coureur cycliste suédois. Aux Jeux olympiques de 1988, il a été médaille de bronze du contre-la-montre par équipes et a pris la 57e place de la course en ligne.

## Palmarès
- 1982
  -  Champion de Suède du contre-la-montre par équipes juniors
- 1983
  -  Champion de Suède du contre-la-montre juniors
  -  Champion de Suède sur route juniors
- 1986
  -  Champion de Suède du contre-la-montre
  -  Champion de Suède du contre-la-montre par équipes
- 1988
  -  Champion de Suède sur route
  -  Médaille de bronze du contre-la-montre par équipes des Jeux olympiques